# Bloomsbury (Londres)

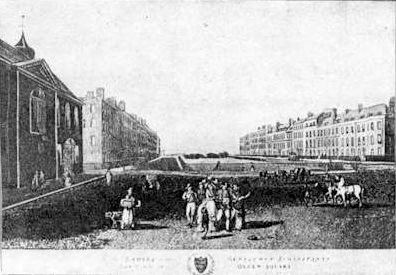
Queen Square, Bloomsbury l'any 1787.

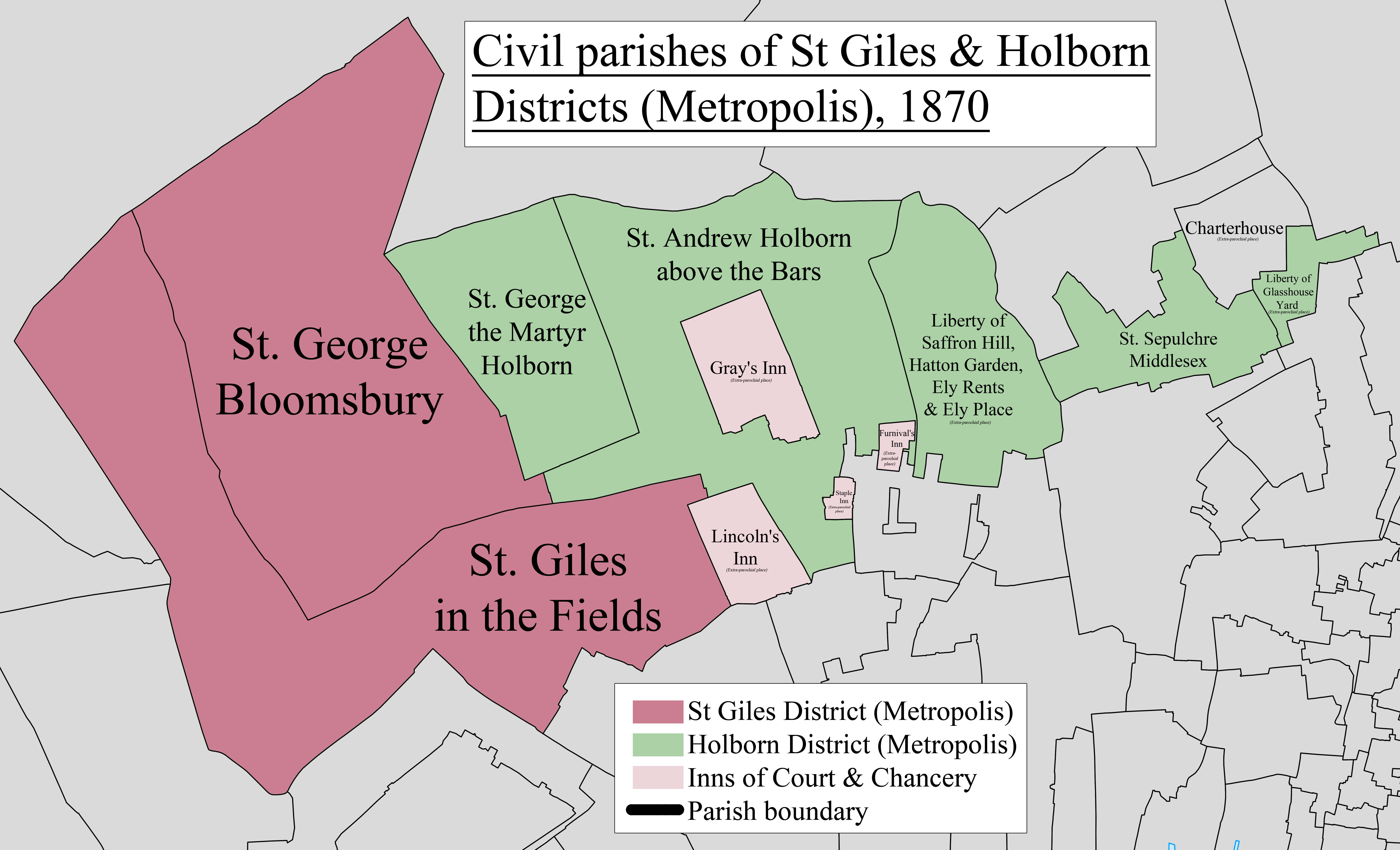
Mapa que mostra el límits de la parròquia civil el 1870

Bloomsbury és una zona del West End, del centre de Londres, forma part del barri de Camden i està situat entre Euston Road i Holborn. Va ser desenvolupada per part de la família Russell als segles XVII i xviii com a zona residencial de moda. És notable per les seves places ajardinades, connexions literàries exemplificades pel Bloomsbury Group), i institucions culturals, educatives i sanitàries. Bloomsbury Square es va construir el 1688. Gran part d'aquest districte va ser planificat i executat per James Burton.
Bloomsbury és una de les seus de la Universitat de Londres,
La seva superfície es troba entre les parròquies de St Giles in the Fields i St George's, que es van absorbir al districte de St. Giles per una llei de 1855.

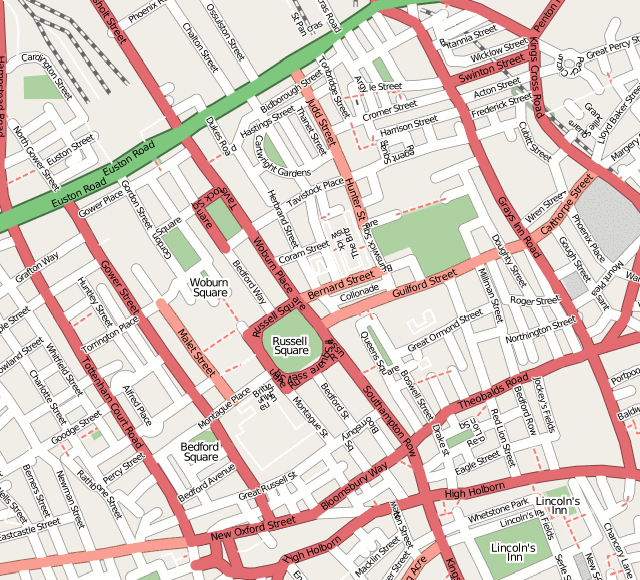
Un mapa del districte de Bloomsbury – cliqueu per engrandir

Bloomsbury no té oficialment fronteres, però es pot definir aproximadament com el quadrat de territori limitat per Tottenham Court Road a l'oest, Euston Road al nord, Gray's Inn Road a l'est, i High Holborn o bé la via formada per New Oxford Street, Bloomsbury Way i Theobalds Road al sud.
La zona dona nom al Grup de Bloomsbury, integrat per artistes i intel·lectuals dels primers anys del segle xx fins al començament de la Segona Guerra Mundial, i també al Bloomsbury Gang de Whigs.
- Alguns membres del Grup Bloomsbury: d'esquerra a dreta: Lady Ottoline Morrell, Mrs. Aldous Huxley, Lytton Strachey, Duncan Grant i Vanessa Bell.[6]
- Tavistock Square
- Un mapa de Bloomsbury (1952).